# آن-ماری سیمون
آن-ماری سیمون (به فرانسوی: Anne-Marie Simond) نویسنده قرن بیستم میلادی اهل سوئیس است.